# Onthophagus griseosetosus
Onthophagus griseosetosus es una especie de insecto del género Onthophagus de la familia Scarabaeidae del orden Coleoptera.

## Historia
Fue descrita científicamente por primera vez en el año Arrow por 1931.